# Geiseldiplomatie
Geiseldiplomatie ist die Entführung von Geiseln zu diplomatischen Zwecken. Während sie in der Antike weitverbreitet war, ist sie in der modernen Diplomatie eine umstrittene Praxis. Zu den modernen Ländern, die als an Geiseldiplomatie beteiligt gelten, zählen China, die Türkei, der Iran, Nordkorea und Russland.

## Hintergrund und Übersicht
Die Praxis der Geiselnahme war ein wesentlicher Bestandteil der internationalen Beziehungen in der Antike. Diese lange Geschichte zeigt, dass politische Autoritäten oder Generäle rechtlich zustimmten, eine oder mehrere Geiseln in die Obhut der anderen Seite zu übergeben, um die Einhaltung von Verpflichtungen zu garantieren. Diese Verpflichtungen konnten in Form von Friedensverträgen bestehen, die in den Händen des Siegers lagen, oder auch in einem Austausch von Geiseln als gegenseitige Sicherheit, beispielsweise im Falle eines Waffenstillstands.
Im alten China, während der Periode der Östliche Zhou-Dynastie, tauschten Vasallenstaaten Geiseln aus, um gegenseitiges Vertrauen zu gewährleisten. Eine solche Geisel wurde als zhìzǐ (質子, „Geiselsohn“) bezeichnet, der normalerweise ein Prinz des herrschenden Hauses war. Während der Han-Dynastie war die einseitige Geiselnahme von zhìzǐ eine gängige Praxis des politischen Systems des zentralisierten Kaiserreichs China, um kleinere Hua–Yi-Staaten zu kontrollieren. Einige chinesische klassische Texte lehnten jedoch das System der Geiselnahme ab. Im berühmten Austausch von Geiseln zwischen Zhou und Zheng (周鄭交質), kritisierte das Zuo zhuan den Vorfall:

„Wenn es im Herzen keinen guten Glauben gibt, sind Geiseln nutzlos. Wenn die Parteien intelligent und mit gegenseitiger Rücksichtnahme handeln, können ihre Handlungen unter der Regel des Anstands, auch ohne Geiseln, nicht entfremdet werden. (信不由中，質無益也，明恕而行，要之以禮，雖無有質，誰能間之)“

Die Römer waren ebenfalls daran gewöhnt, die Söhne tributpflichtiger Fürsten zu nehmen und sie in Rom auszubilden, um die Loyalität der eroberten Nation zu garantieren und gleichzeitig möglichen zukünftigen Herrschern römische Ideologie zu vermitteln. Diese Praxis wurde auch in der frühen Phase der Britischen Besetzung Indiens sowie von Frankreich in den Beziehungen zu arabischen Nationen in Nordafrika übernommen.
In der modernen Zeit bezeichnet man als Geisel-Diplomatie die Geiselnahme zu diplomatischen Zwecken. Dies hat eine negative Konnotation und wird oft mit krimineller Geiselnahme in Verbindung gebracht, wobei Ausländer häufig aufgrund von falschen Anschuldigungen festgenommen werden. Die diplomatischen Geiseln werden dann als Verhandlungsmasse gehalten.

## Moderne Beispiele

### China
Laut The Guardian hat China eine Geschichte der Geisel-Diplomatie, bestreitet jedoch wiederholt, diese Praxis zu praktizieren. Von 1967 bis 1969 hielt die Kommunistische Partei Chinas zwei Dutzend britische Diplomaten und Zivilisten als de facto Geiseln. Die Briten konnten die Freilassung ihres Personals durch die Entkoppelung der Geiselsituation von breiteren politischen und wirtschaftlichen Themen mittels langwieriger Verhandlungen erreichen.
Es wird allgemein angenommen, dass China die beiden Kanadier Michael Spavor und Michael Kovrig als Reaktion auf die Festnahme von Meng Wanzhou inhaftierte. 2019 wurde die Festnahme des Australiers Yang Hengjun ebenfalls mit einer erneuten Geisel-Diplomatie im Kontext der Festnahme von Meng Wanzhou in Verbindung gebracht. Vor Hengjuns Festnahme hatte die australische Regierung die chinesische Regierung scharf kritisiert, weil sie die beiden Kanadier, Kovrig und Spavor, festgehalten hatte.
Das Lowy Institute hat festgestellt, dass Chinas Einsatz von Geisel-Diplomatie, unter anderem, ihre Narrative von der „friedlichen Entwicklung“ untergräbt. Die taiwanesische Regierung äußerte Bedenken, dass das Chinesische Sicherheitsgesetz für Hongkong aus dem Jahr 2020 genutzt werden könnte, um weitere chinesische Geisel-Diplomatie zu erleichtern. Laut Taiwan News begann China 2020, Geisel-Diplomatie gegen Taiwan zu praktizieren, was zuvor nicht der Fall war.
Am 15. Februar 2021 bildeten 58 Länder, darunter Japan, Australien, das Vereinigte Königreich und die Vereinigten Staaten, eine von Kanada geführte Koalition, die eine nicht bindende Erklärung unterzeichnete und die willkürliche Inhaftierung ausländischer Staatsbürger zu diplomatischen Zwecken verurteilte. Obwohl China nicht namentlich genannt wurde, sagten kanadische und amerikanische Beamte, dass sich die Erklärung gegen China richtete. Das kanadische Außenministerium erklärte, es richte sich nicht gegen eine einzelne Nation, sondern übe diplomatischen Druck zu diesem Thema aus. Kurz darauf veröffentlichte die chinesische Botschaft in Kanada einen Artikel, in der Boulevardzeitung Global Times, die von der Kommunistischen Partei Chinas betriebenen wird und die Bemühungen der Koalition als „aggressiven und unüberlegten Angriff, der darauf abzielt, China zu provozieren“, abtat.
Im September 2021, nach der Freilassung von Meng Wanzhou, wurden die beiden Kanadier, die in China festgehalten wurden, sowie zwei Amerikaner, deren Inhaftierungen vermutlich mit der Geisel-Diplomatie im Zusammenhang mit Meng Wanzhous Gerichtsfall standen, freigelassen.
China ist auch dafür bekannt, amerikanische Staatsbürger wie Mark Swidan, Alice Lin und Kai Li inhaftiert zu haben. Die Inhaftierungen von Swidan und Li wurden von einer unabhängigen Gruppe von Menschenrechtsexperten der UN-Arbeitsgruppe gegen willkürliche Inhaftierungen als willkürlich eingestuft.

### Türkei
Laut Eric Edelman und Aykan Erdemir von der Foundation for Defense of Democracies wird Geisel-Diplomatie häufig von Präsident Recep Tayyip Erdoğan eingesetzt. Der Fall von Andrew Brunson, einem amerikanischen Pastor, der 2016 in der Türkei inhaftiert wurde, wird häufig als Beispiel für diplomatische Geiselnahme angeführt.

### Islamische Republik Iran
Moderne iranische Geisel-Diplomatie begann kurz nach der Islamische Revolution mit der Geiselnahme von Teheran.
Die Regierung der Islamischen Republik Iran hat Geisel-Diplomatie als zentrales diplomatisches Werkzeug genutzt. Zu den Geiseln zählen Nazanin Zaghari-Ratcliffe, Jolie King, Kylie Moore-Gilbert, Morad Tahbaz, Farid Safarli, Kamal Foroughi, Aras Amiri, Kameel Ahmady und Anousheh Ashouri.
Laut Diplomat Hans-Jakob Schindler war der Geschäftsmann Helmut Hofer der erste bekannte Fall von Geiseldiplomatie in Deutschland. Hofer wurde 1997 in Teheran verhaftet, mit dem Vorwurf, Sex mit einer unverheirateten Muslimin gehabt zu haben – ein nach Schariarecht tödliches Vergehen. Vermutlich handelte die Frau im Auftrag der Islamischen Regierung, da eine solche Anzeige für sie selbst einem Todesurteil gleichkam. Schindler, heute Leiter des „Counter Extremism Project“, erklärt, dass die Islamische Republik Iran Hofer und andere als politische Geiseln missbrauchte. Fünf Jahre später wurde auch der deutsche Angler Donald Klein wegen angeblich illegalen Grenzübertritts festgenommen und zu 18 Monaten Haft verurteilt. Im Hintergrund stand der Druck Irans, Kazem Darabi – einen wegen des Mykonos-Attentats verurteilten Terroristen – freizubekommen. Hofer wurde 2000 freigelassen, Klein 2007; kurz darauf wurde Darabi nach Iran abgeschoben. Spekulationen, ob es einen Deal mit der Islamischen Republik gab, wies die Bundesregierung damals zurück.
Im September 2019, als er zur Zaghari-Ratcliffe-Affäre befragt wurde, verglich der iranische Präsident Hassan Rouhani die Inhaftierung von Ausländern in Iran mit der Inhaftierung von Iranern in westlichen Ländern und sagte, dass die Führer auf beiden Seiten die Macht über die Entscheidungen ihrer Justiz nicht leugnen sollten.
Jamshid Sharmahd, wurde 2020 in einem geheimen Einsatz von Dubai in die Islamische Republik verschleppt. Hier wurde er von der Islamischen Republik beschuldigt, an terroristischen Aktivitäten beteiligt gewesen zu sein, und im Jahr 2024 hingerichtet. Der Fall zog Kritik auf sich, insbesondere im Hinblick auf die Reaktion der deutschen Diplomatie. Die Journalistin Gilda Sahebi bemängelte, dass die deutsche Regierung Sharmahd nie öffentlich als politische Geisel bezeichnet habe, anders als etwa die österreichische und französische Regierung in vergleichbaren Fällen.
Bis 2022 hielt der Iran zwischen 20 und 40 Ausländer inhaftiert. Darunter ist auch eine deutsche Staatsbürgerin: Nahid Taghavi.
Nahid Taghavi wurde 2020 in Teheran festgenommen. Sie ist Aktivistin und steht unter dem Vorwurf, gegen die iranische Regierung zu agieren. Ihre Inhaftierung wird als Teil der Strategie des Regimes angesehen, um Druck auf ausländische Regierungen auszuüben.
Farid Safarli ist ein aserbaidschanischer Staatsbürger und Student, der 2023 im Iran wegen angeblicher Spionage festgenommen wurde. Er studierte an der Friedrich-Schiller-Universität Jena in Deutschland und reiste im Februar 2023 in den Iran, um seine Freundin zu besuchen. Am 4. März 2023 brach der Kontakt zu ihm ab, und etwa drei Monate lang verweigerten die iranischen Behörden jegliche Informationen über sein Verschwinden. Später wurde bestätigt, dass er von der Islamischen Revolutionsgarde (IRGC) wegen Spionagevorwürfen festgenommen wurde. Während einer Gerichtsverhandlung am 19. Juli 2023 wurde die Anklage von Spionage auf "Absicht zur Spionage" herabgestuft, woraufhin er zu zwei Jahren Haft verurteilt wurde. Der Fall von Farid Safarli weist Merkmale einer Geiselnahme auf, obwohl der Iran ihn offiziell wegen der Absicht zur Spionage angeklagt hat. Seine Inhaftierung erfolgte inmitten angespannter Beziehungen zwischen Aserbaidschan und dem Iran, und seine letztendliche Freilassung war Teil eines Gefangenenaustauschs, bei dem ein in Aserbaidschan inhaftierter iranischer Spion übergeben wurde. Seine Familie und aserbaidschanische Beamte haben die Spionagevorwürfe stets zurückgewiesen und darauf hingewiesen, dass er zu Unrecht als politisches Druckmittel festgehalten wurde. Dies entspricht Mustern, die auch in anderen Fällen zu beobachten sind, in denen ausländische Staatsangehörige im Iran unter umstrittenen Vorwürfen festgenommen werden.

### Gaza
Die Hamas nutzt Geiseldiplomatie als ein Mittel zur politischen Einflussnahme. Dies zeigt sich besonders in der Art und Weise, wie sie Geiseln nimmt, um Druck auf Israel auszuüben.

### Nordkorea
Nordkorea hat Geisel-Diplomatie als Werkzeug gegen die USA, Südkorea, Japan, Malaysia und verschiedene europäische Nationen ausgiebig genutzt. Die Festgehaltenen sind oft Touristen oder Austauschstudenten, die entweder wegen geringfügiger Vergehen oder Spionage angeklagt werden. In den letzten Jahren wird spekuliert, dass das Regime von Kim Jong-un von der Nutzung von Geiseln zur Erlangung von Einfluss zu deren Nutzung als menschliche Schutzschilde übergegangen ist, um sich vor einer befürchteten amerikanischen Intervention zu schützen. Der Fall von Otto Warmbier, der kurz nach seiner Freilassung starb, ist ein besonders bekanntes Beispiel für nordkoreanische Geisel-Diplomatie.

### Russland
Russland verfolgt eine ähnliche Strategie der Geisel-Diplomatie, insbesondere seit dem Russischen Überfall auf die Ukraine seit 2022. So wurde Brittney Griner, eine US-amerikanische Basketballspielerin, im Februar 2022 in Russland festgenommen, nachdem bei ihr Cannabis-Öl gefunden wurde. Ihre Inhaftierung zog internationale Aufmerksamkeit auf sich, und sie wurde im August 2022 zu einer neunjährigen Haftstrafe verurteilt. Im Dezember 2022 wurde Griner im Rahmen eines Gefangenenaustauschs mit dem russischen Waffenhändler Viktor Bout freigelassen. Die Inhaftierung von Paul Whelan 2018 wurde als politisch motiviert angesehen, wobei die US-Regierung eine Verbindung zwischen seiner Festnahme und den geopolitischen Spannungen zwischen den beiden Ländern herstellte.